# Scheffau am Tennengebirge
Pour les articles homonymes, voir Scheffau.
Scheffau am Tennengebirge est une commune autrichienne du district de Hallein dans l'État de Salzbourg.

## Géographie

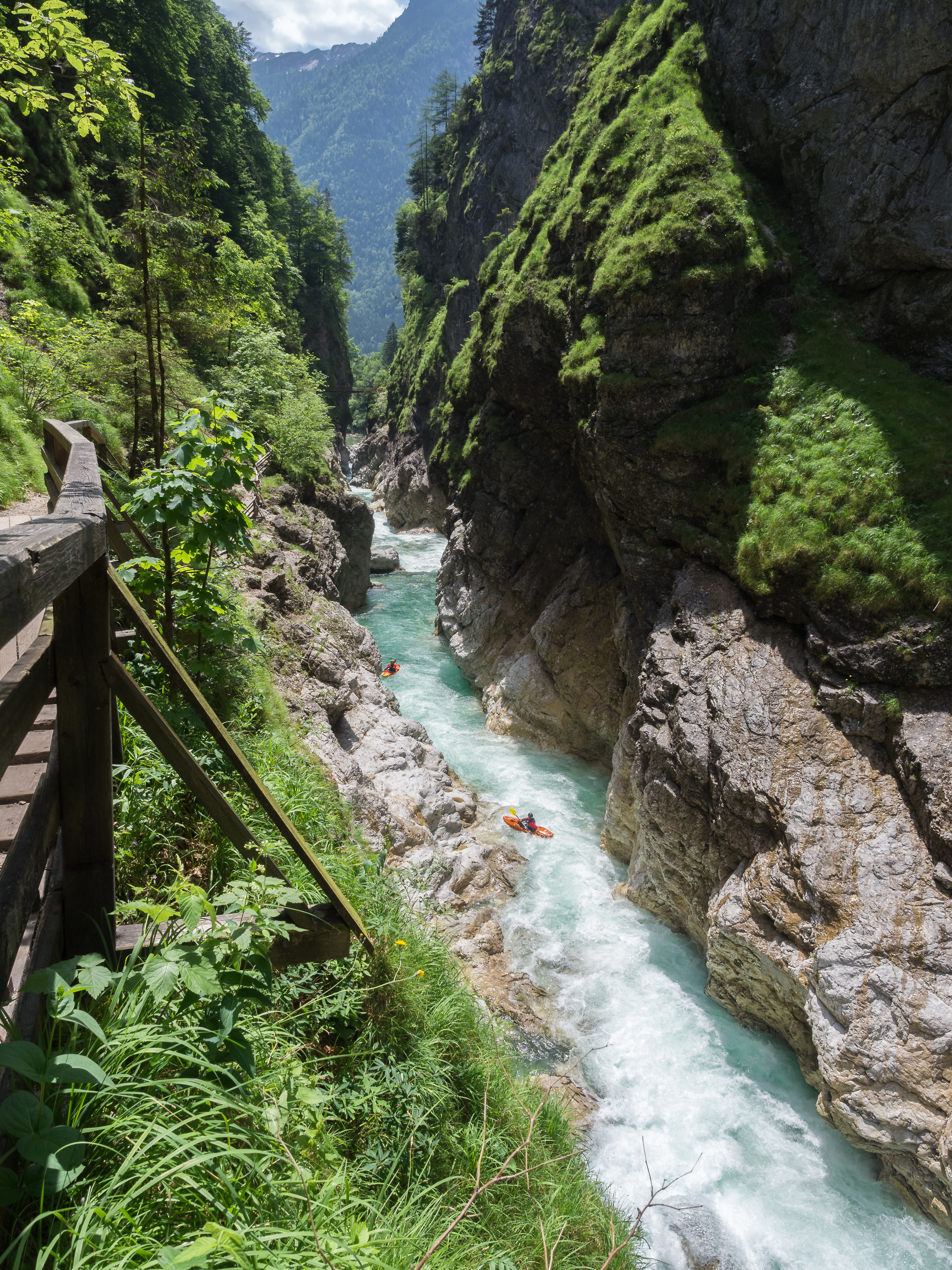
Les gorges du Lammerklamm.

La rivière Lammer y traverse des gorges dites Lammeröfen ou Lammerklamm.